# 卡伦蒂尼
卡伦蒂尼（義大利語：Carlentini），是意大利西西里大区锡拉库萨省的一个市镇。总面积157平方公里，人口17607人，人口密度112.1人/平方公里（2009年）。ISTAT代码为089006。